# Golf van Odessa
De Golf van Odessa is een deel van de Zwarte Zee tussen de Noord-Odessakaap in het noorden en Kaap Velykyi Fontan in het zuiden. 
De kusten van de golf hebben de kapen Langeron en Malyi Fontan. In het noordwestelijke deel van de golf worden de estuaria Kuyalnik en Khadzhibey gescheiden door de zandbank Kuyalnik-Khadzhibey. De Golf van Odesa lijkt meer op een bocht, vooral gezien het feit dat het geologisch gezien een uitbreiding is van het laagland van de Zwarte Zee. De golf heeft de vorm van een ellips die zich uitstrekt van zuidwest naar noordoost. Het noordoostelijke deel is ondieper en heeft slechts een diepte van maximaal 5 meter, terwijl het zuidwestelijke deel 14 meter is.
De Golf van Odessa staat onder invloed van de stromingen van de rivieren Dnjepr, Dnjestr en Donau. Het zoutgehalte van het oppervlaktewater is normaal gesproken 10–17‰, met een opwelling tot 18‰, maar neemt in sommige jaren af tot ongeveer 5–7‰.
De stad Odessa en de haven van Odessa liggen aan de kust van de golf.
De golf ligt in de mariene ecoregio Zwarte Zee.